# HoaxBuster
 (février 2014).
HoaxBuster est un site Web créé dans le but de limiter la propagation des canulars informatiques (hoax) et des rumeurs non fondées circulant sur Internet.

## Historique
HoaxBuster est fondé en 2000 par Bruno Roy-Contancin, Guillaume Brossard et Pierre Roy-Contancin avec comme but affiché de réduire la propagation des rumeurs et canulars en ligne. Sa devise à l'époque est « Halte à la pollution : avec votre aide, nous allons nous efforcer de rétablir la vérité et de lutter contre ces mensonges électroniques ». Au commencement de HoaxBuster, le site traque principalement les canulars dans des chaines d'e-mails. Depuis sa création, son activité n'a cessé d'augmenter, notamment avec l'émergence des réseaux sociaux.
D’autres sites ont ensuite suivi le concept, tels que Hoaxkiller, fondé en 2001. 
En 2013, les messages islamophobes sont en forte augmentation depuis deux à trois ans, et représentent 50 % des demandes de vérification, au regret des bénévoles qui sont submergés par ces rumeurs. 
En 2014, la tendance est confirmée, selon un membre l’équipe depuis 2001 : « les hoax racistes, auparavant marginaux, sont devenus un phénomène prédominant en termes de fréquence, d’audience et de popularité. "Nous avons été très surpris de voir le nombre de rumeurs islamophobes s’amplifier jusqu’à représenter un hoax sur deux parmi ceux qui nous sont rapportés" ». Après « analyse du contenu d’une partie du forum, les "hoax à thématique d’extrême droite" concernent près de la moitié des discussions ».
Depuis 2021 Hoaxbuster ne semble plus présent sur les réseaux sociaux (Facebook), et depuis 2022 le site lui même semble devenu inactif.

## Fonctionnement
L’équipe de rédaction du site, quand elle reçoit un nouveau hoax repéré par un internaute, effectue des recherches pour démêler le vrai du faux (par exemple en contactant les personnes ou institutions en question dans le message) et expose ensuite son opinion sur le sujet dans un article sur le hoax traité.

## Récompense
HoaxBuster a reçu le prix du public aux Clics d'Or 2001.